# VIAS VT 100
De VT 100 is een tweedelig dieseltreinstel van het Bombardier type Itino met lagevloerdeel voor het regionaal personenvervoer van de VIAS GmbH voor de Odenwald-Bahn. Het treinstel werd door Adtranz ontwikkeld uit het motorrijtuig Regio-Shuttle en later door Bombardier Transportation gebouwd werd. Het treinstel kreeg bij DB Baureihe 613.

## Geschiedenis
De fabriek van Waggon Unionwas sinds 1906 gevestigd in Berlin-Wittenau werd in 1990 overgenomen door Adtranz. De productie van de Regio-Shuttle begon in 1995 als opvolger van de NE 81. In 1997 werd in Berlin-Wilhelmsruh een nieuwe fabriek gebouwd en de productie verplaatst. Nog voor de productie van het eerste treinstel werd ADtranz in 2001 overgenomen door Bombardier Transportation. De productie van de Regio-Shuttle moest door ingrijpen van de mededingingsautoriteit worden verkocht aan Stadler Rail.
Door deze ingreep kreeg de Itino binnen Bombardier Transportation op de markt voor regionale dieseltreinstellen concurrentie van onder meer de Talent en de Regio-Shuttle.
In augustus 2007 volgde een bestelling van de 2e serie treinstellen bestaande uit 4 stuks voor Odenwald-Bahn in Duitsland. Deze treinen worden sinds 3 mei 2010 ingezet.

## Constructie en techniek
Het comfort in de treinstellen is op een hoog niveau. Door de bouw van een lagevloerdeel werd het voor rolstoel gebruikers mogelijk om op hoogte gebrachte perrons zonder hulp in en uit te stappen. Bij het prototype werd een rolstoel lift ingebouwd. Voor de controle op de automatisch werkende deuren werden geen spiegels maar camera’s geplaatst met een monitor in het dashboard. Op wens van de klant kunnen ook camera’s in het interieur geplaatst worden. Het treinstel is opgebouwd uit een aluminium frame met een front deel van GVK. De vorm van de verticale spanten hebben geen invloed op de sterke van het frame. Bij de aangedreven draaistellen is een as aangedreven. Het treinstel is uitgerust met luchtvering.
De in 2007 en 2008 bestelde treinstellen van de 2e serie zijn onder meer uitgerust met een andere motoren en een andere transmissie.

## Treindiensten
De Odenwald-Bahn gebruikt dit type treinstel voor het personenvervoer op de trajecten Eberbach - Darmstadt / Frankfurt am Main, Wiebelsbach - Frankfurt am Main.

### Foto's

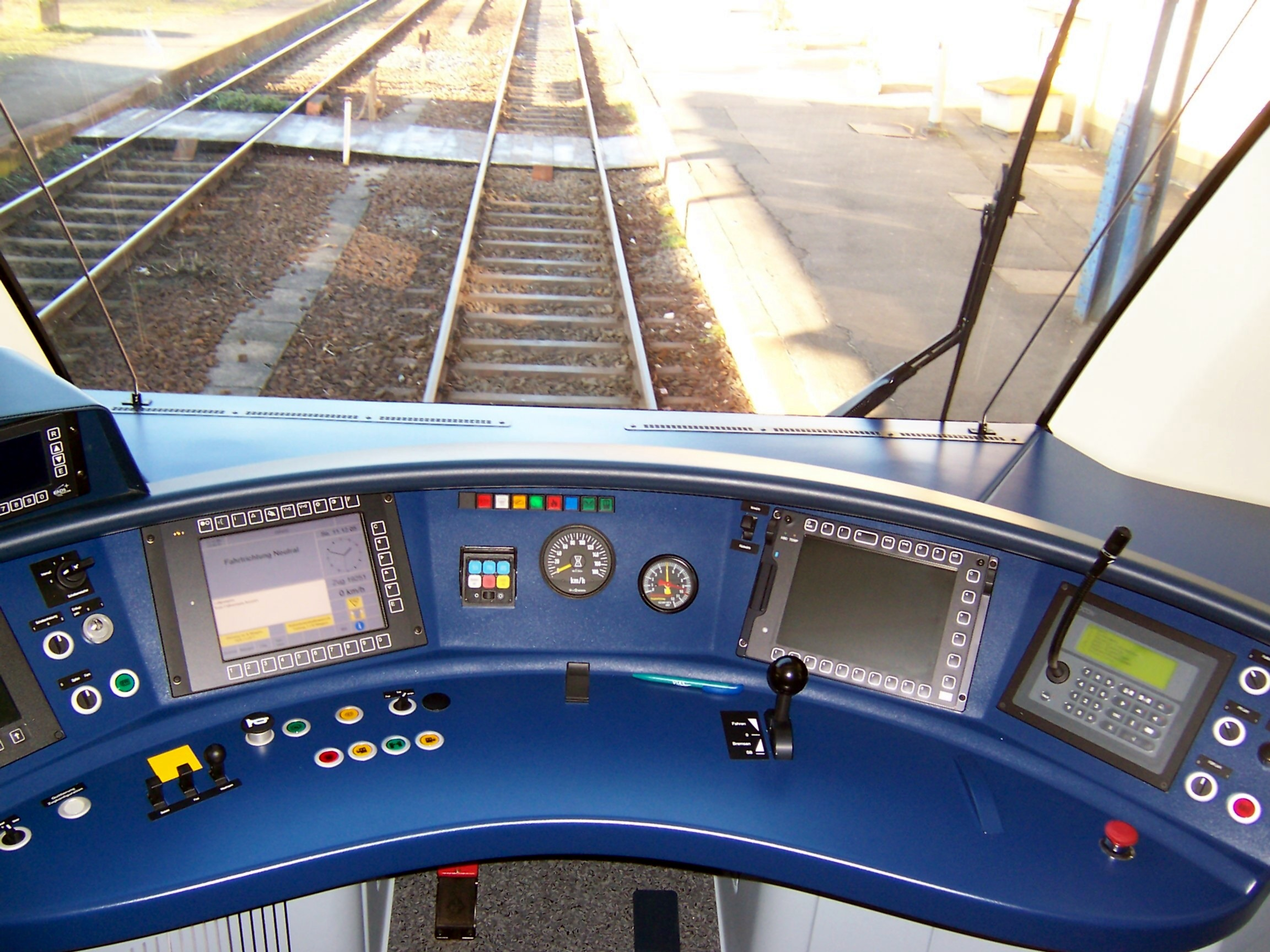
Stuurstand
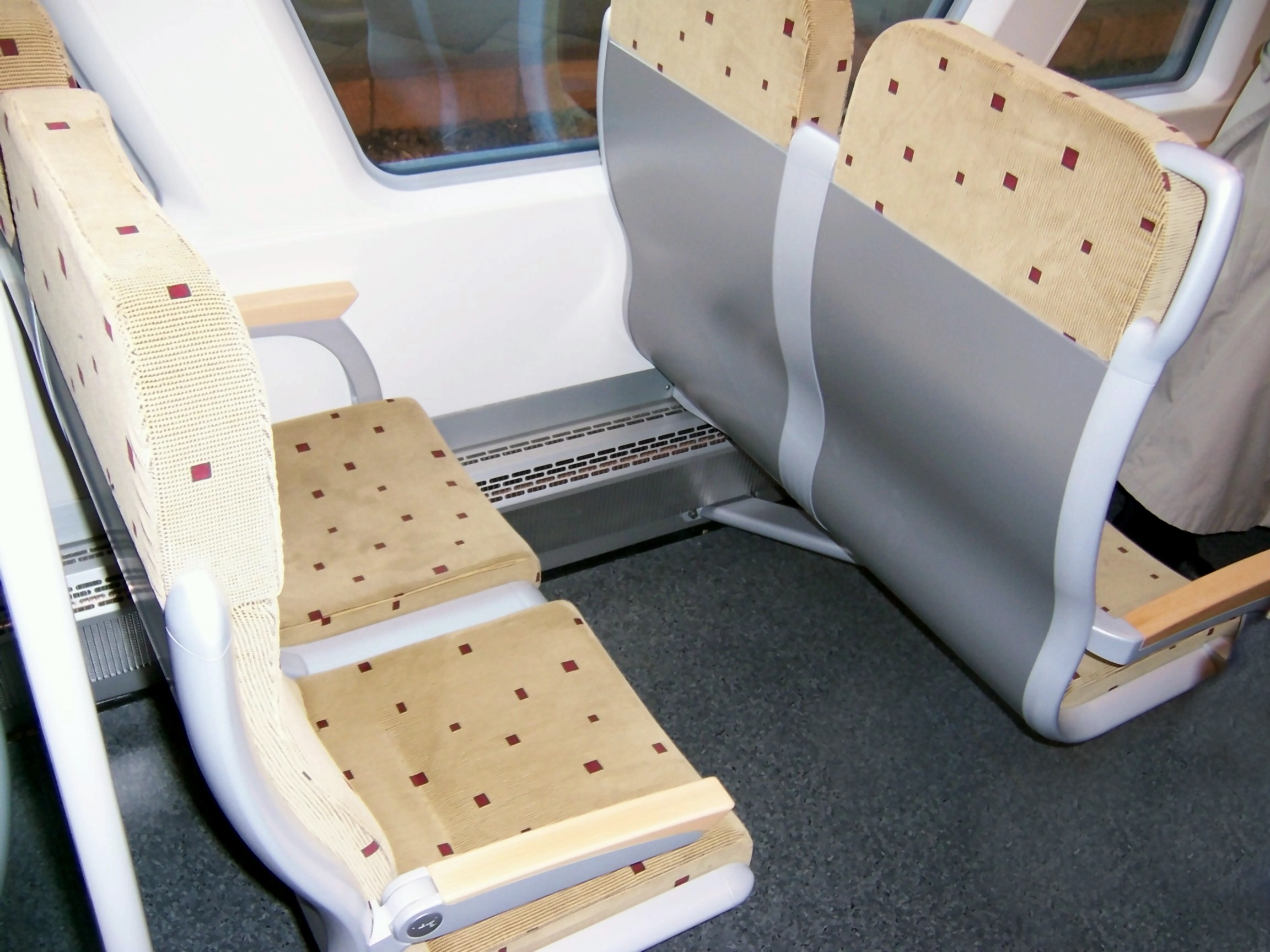
Interieur 1e klas
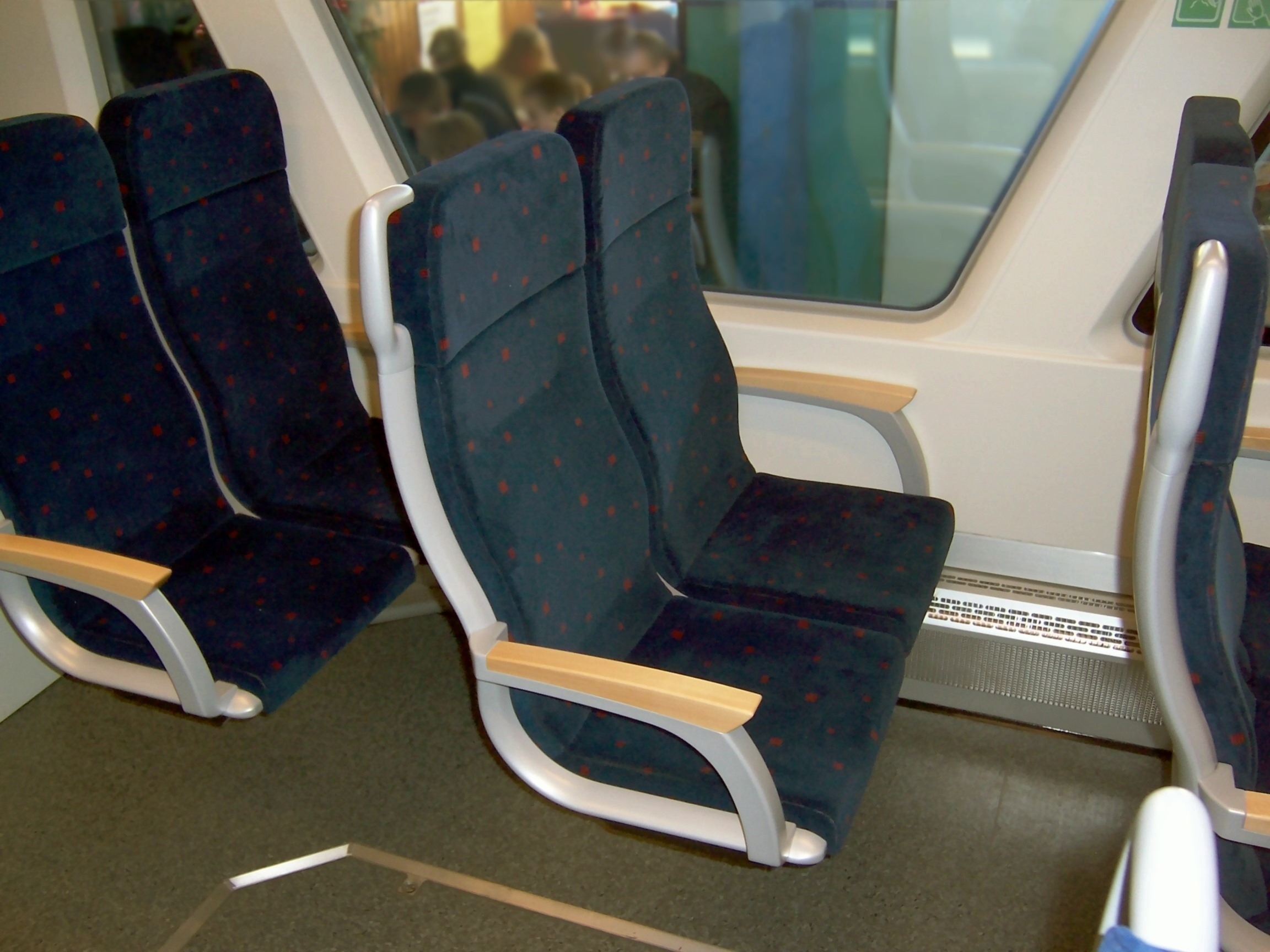
Interieur 2e klas
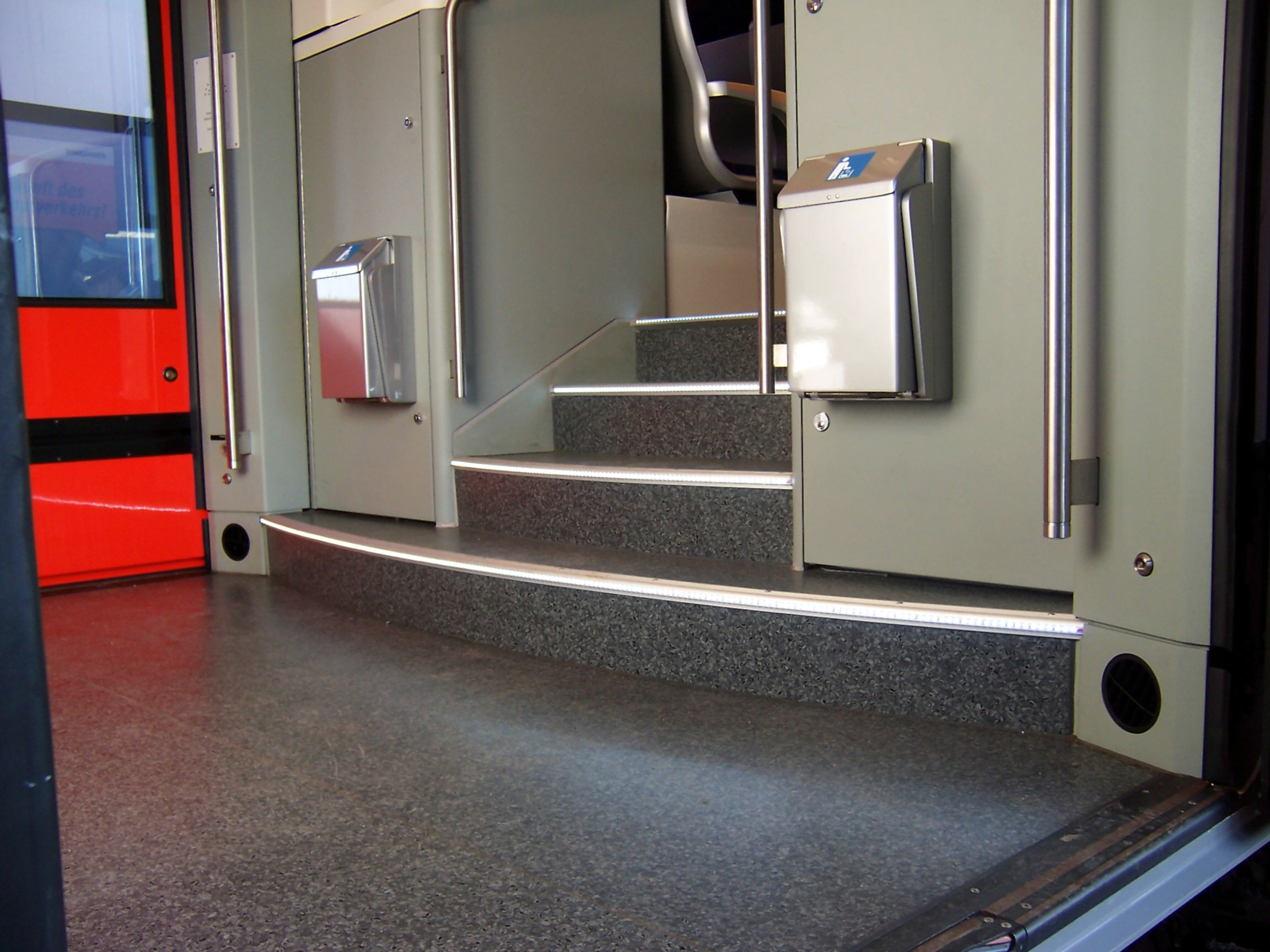
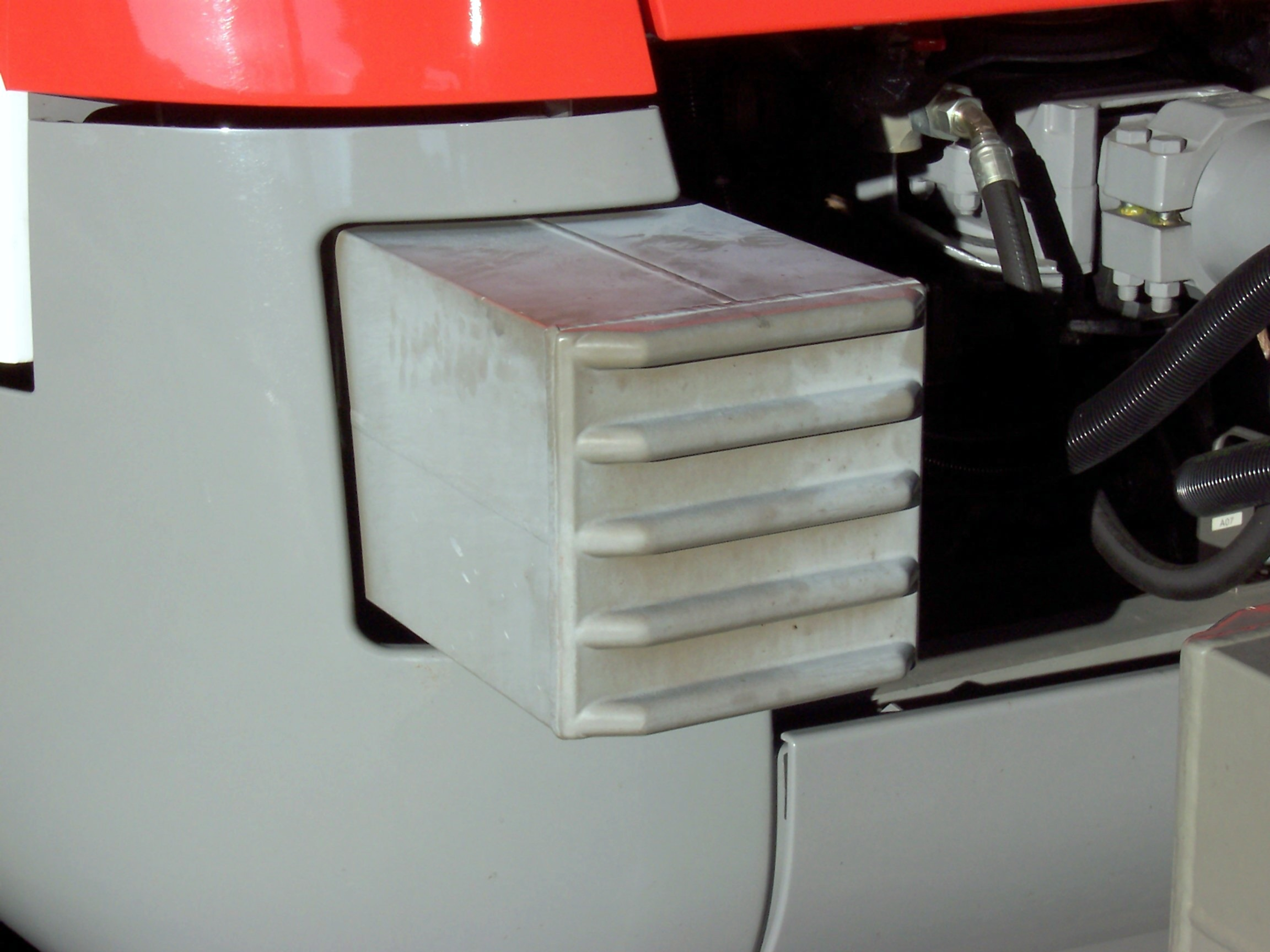

Diesel treinstellen: VT 100
     
Elektrisch treinstellen: ET 300 · ET 400